# Гелениум осенний
Геле́ниум осе́нний (лат. Helénium autumnále) — травянистое растение родом из Северной Америки, вид рода Гелениум семейства Сложноцветные (Compositae).

## Ботаническое описание

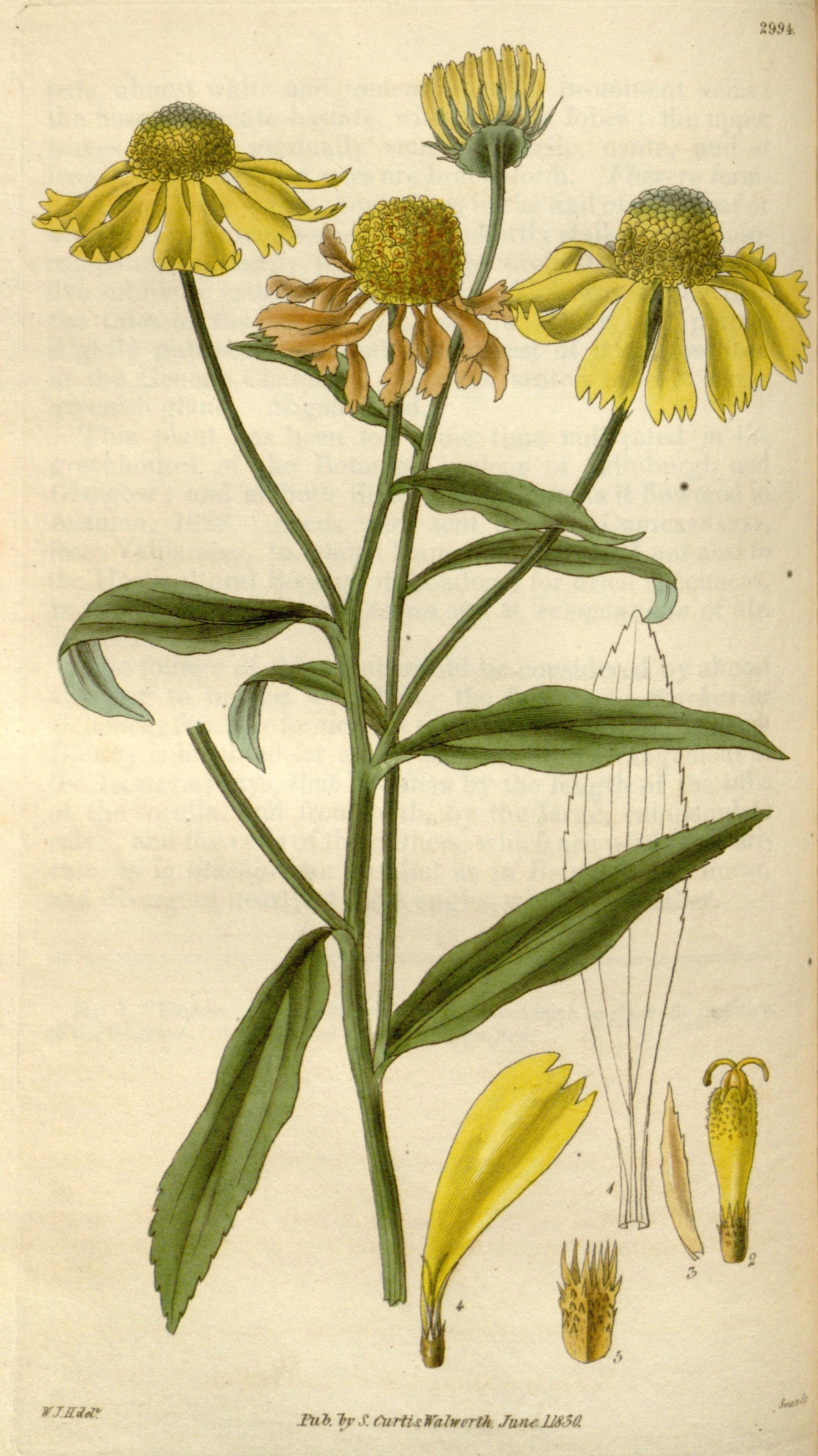
Ботаническая иллюстрация из Curtis's botanical magazine, 1830

Многолетнее растение с единственным стеблем, реже с несколькими (до семи) стеблями, 50—130 см высотой. Стебли ветвящиеся ближе к верхушке, крылатые, в той или иной степени опушённые.
Листья обычно волосистые, изредка голые, прикорневые — ланцетовидные, обратноланцетовидные до обратнояйцевидных, иногда неясно лопастные, нижние и средние — обратнояйцевидные до обратноланцетовидных, часто с зубчатым краем, верхние — чаще ланцетовидные, цельнокрайные или зубчатые.
Корзинки на длинных (3—10 см) цветоножках, собраны в метёлки, по 5—70 и более на растение. Обёртки яйцевидные, 8—20×8—23 мм, с волосистыми листочками. Язычковые цветки в числе 8—21, плодущие, жёлтые, 10—23 мм длиной. Срединные трубчатые цветки в количестве 200—400 и более, жёлтые, пятилопастные, до 4 мм длиной.
Плоды — волосистые семянки 1—2 мм длиной с хохолком из пяти — семи чешуек.

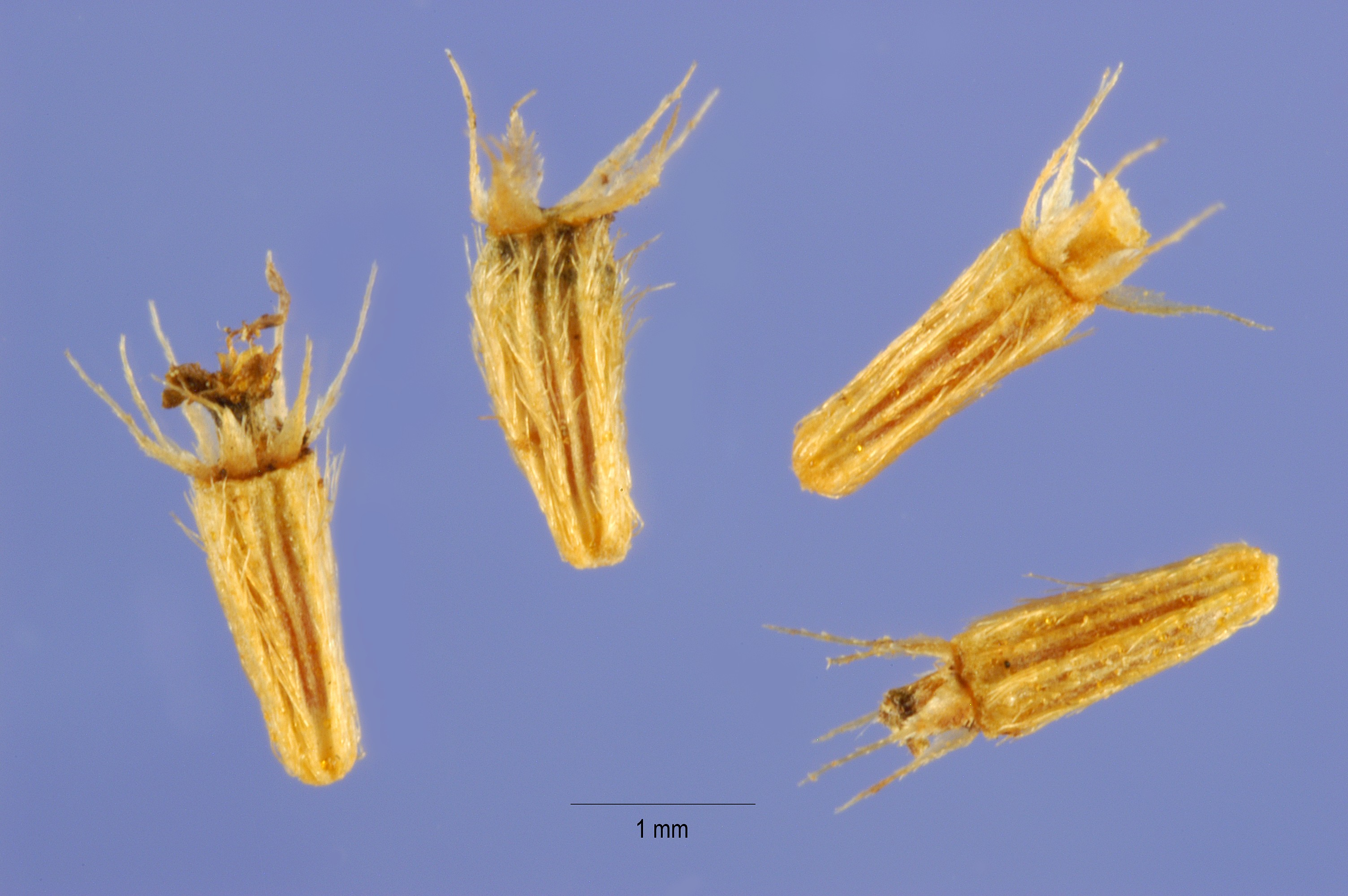
Семянки гелениума

## Распространение
В естественных условиях растение распространено по болотам и заливным лугам, по обочинам, во многих регионах Северной Америки (за исключением самых северных территорий).

## Таксономия
Вид был впервые действительно описан Карлом Линнеем во 2-м томе Species plantarum 1753 года. Описан «из Северной Америки».

### Синонимы
- Heleniastrum autumnale (L.) Kuntze, 1891
- Helenium canaliculatum Lam., 1792
- Helenium grandiflorum Nutt., 1841
- Helenium latifolium Mill., 1768
- Helenium macranthum Rydb., 1915
- Helenium montanum Nutt., 1841
- Helenium parviflorum Nutt., 1841